# Thamnophilus caerulescens
Thamnophilus caerulescens là một loài chim trong họ Thamnophilidae.